# Howick (Afrique du Sud)
Pour les articles homonymes, voir Howick (homonymie).
Howick est une ville sud africaine de 21 000 habitants située dans le Sud du KwaZulu-Natal.

## Géographie
Howick est située à vingt kilomètres au nord de Pietermaritzburg, pouvant être jointe au moyen de la Route nationale 3 pour par le train. 
La Howick Falls (en), cascade de plus de 100m, est une attraction touristique locale.

## Histoire
La ville est fondée en 1850. Pendant la seconde guerre des Boers, entre 1899 et 1902, les Anglais établirent un camp de concentration pour les Afrikaners non loin du village. Un monument en mémoire des femmes et enfants morts durant leur incarcération en marque l'emplacement.

## Personnalités liées à la ville
- Priaulx Rainier y est née en 1903.